# North Grimston
North Grimston är en by i civil parish Birdsall, i kommunen North Yorkshire, i grevskapet North Yorkshire, i England. Byn är belägen 7 km från Malton. North Grimston var en civil parish 1866–1935 när blev den en del av Birdsall. Civil parish hade 143 invånare år 1931. Byn nämndes i Domedagsboken (Domesday Book) år 1086, och kallades då Grimeston/Grimestone/Grimetona/Grimston/Grimstone.